# Chokwé (grad)
Chokwé (za portugalske vladavine Vila Trigo de Morais) grad je na jugu Mozambika, u pokrajini Gaza. Nalazi se nekih 200 km sjeverno od glavnog grada, Maputoa. Leži u dolini rijeke Limpopo.
Glavna je djelatnost lokalnog stanovništva poljoprivreda. Od poljoprivrednih je kulturâ najznačajnija rajčica. Područje često prolazi kroz razdoblja velikih sušâ, a ponekad i poplavâ Limpopoa, što teško pogađa lokalno ruralno stanovništvo. 
Chokwé je 2007. imao 53.062 stanovnika.